# Estació de trens de Schouweiler
L'Estació de trens de Schouweiler (en luxemburguès: Gare Schuller; en francès: Gare de Schouweiler, en alemany: Bahnhof Schouweiler) és una estació de trens que es troba a Schouweiler al sud-oest de Luxemburg. La companyia estatal propietària és Chemins de Fer Luxembourgeois. L'estació està situada en el ramal ferroviari de la línia 70 CFL, que connecta la ciutat de Luxemburg amb el sud-oest del país.

## Servei
Schouweiler rep els serveis ferroviaris pels trens de Regionalbahn (RB) amb relació a la línia 70 CFL entre Ciutat de Luxemburg i Athus.